# Flößermuseum (Lechbruck am See)

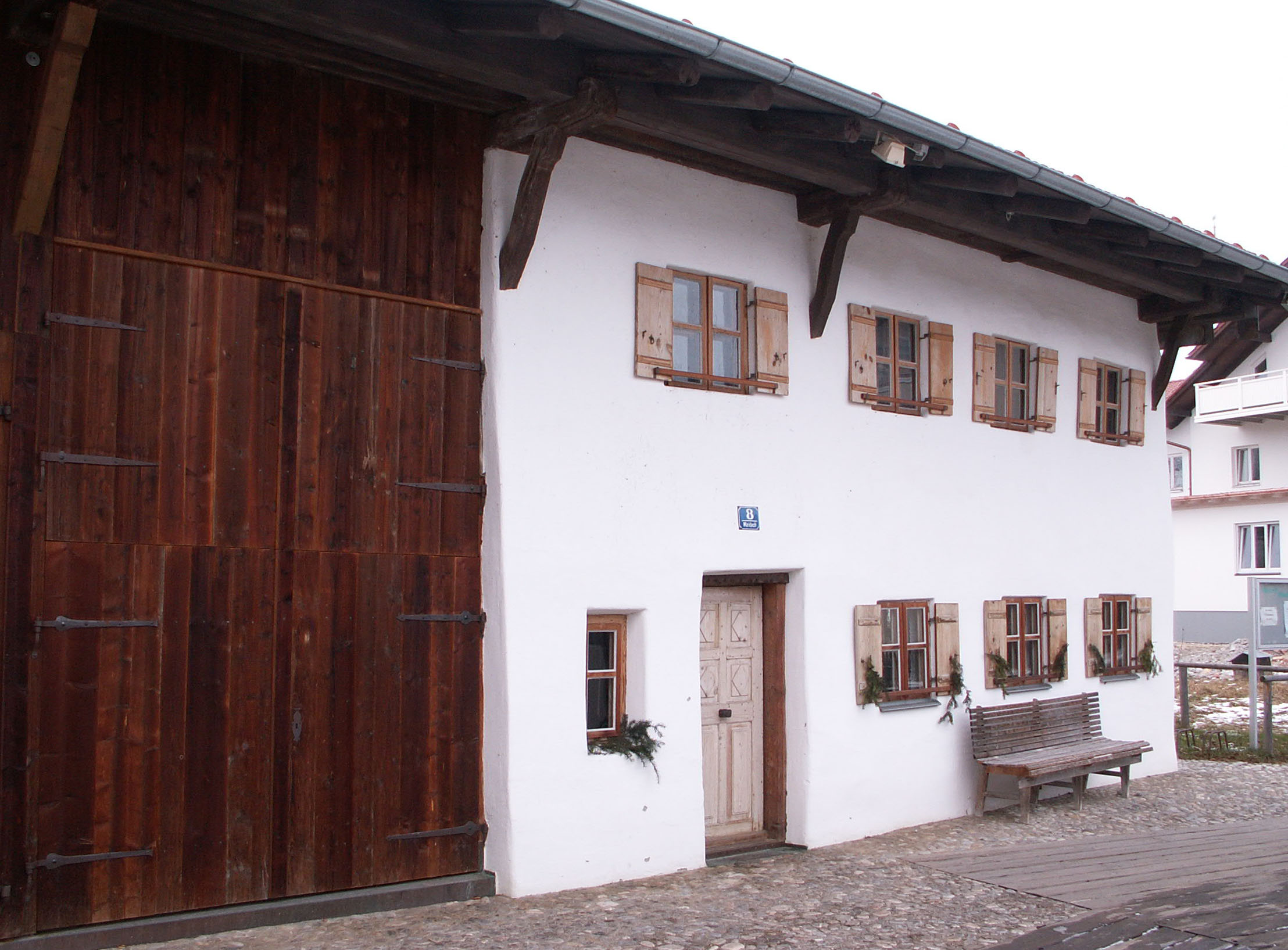
Das Flößermuseum

Das Flößermuseum ist ein kultur- und heimatgeschichtliches Museum in der Gemeinde Lechbruck am See im Landkreis Ostallgäu. Es gehört dem Museenverbund Auerbergland an.
Lechbruck am See ist als Flößerdorf bekannt. Die Flößer brachten Holztransporte oder Stein- und Baumaterial aus dem oberen Lechtal bis in den Augsburger Raum. Bis zum Jahr 1819 fuhren einige Flöße bis nach Belgrad.
Das Flößermuseum gibt den Besuchern einen Einblick in die Geschichte des Ortes und der jahrhundertelangen Tradition der Flößerei. Zahlreiche Exponate und eine detailgetreue Ausstellung vermitteln einen Eindruck, wie das Leben eines Flößers aussah.
Das Museum befindet sich in einem Mitte des 17. Jahrhunderts erbauten Flößeranwesens. Das im Besitz der Gemeinde Lechbruck befindliche Haus steht unter Denkmalschutz und stand zur Bauzeit als Flößeranwesen direkt am Lech. Heute verläuft der Flusslauf etwa 100 Meter östlich des Anwesens.